# Cellule géodésique

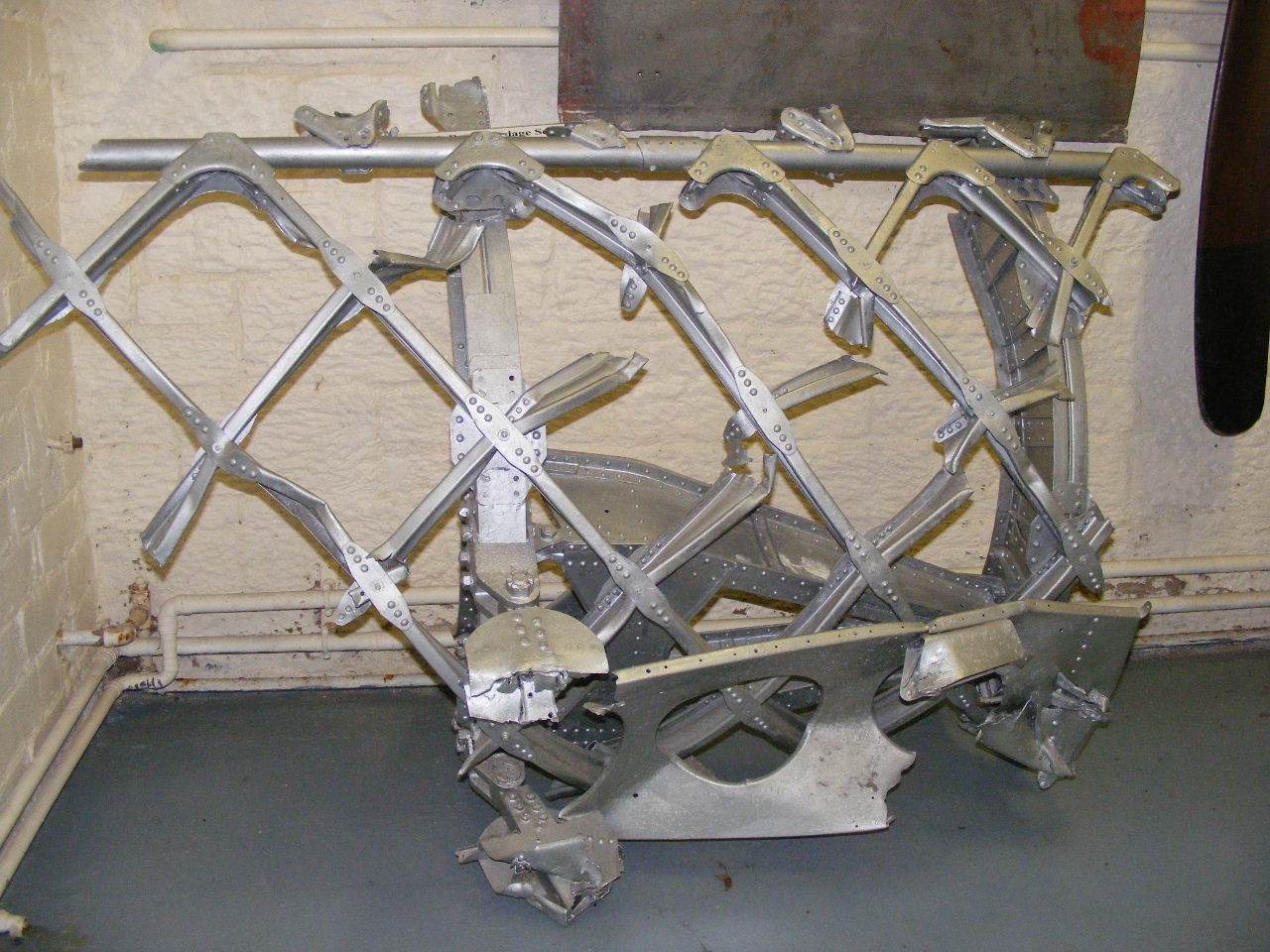
Une section du fuselage arrière d'un Warwick montrant la construction géodésique en duralumin. Exposé au Armstrong & Aviation Museum à Bamburgh Castle.

Une cellule géodésique (geodetic airframe) est un type de construction pour les cellules d'avions développé par l'ingénieur aéronautique britannique Barnes Wallis dans les années 1930 (qui l'épelle parfois « geodesic »). Il a été précédemment utilisé par le Prof. Schütte pour le dirigeable Schütte-Lanz S.L.1 en 1909. Il utilise un cadre spatial formé par un tressage croisé spiralé de longerons porteurs. Il est formé sur le principe que deux arcs géodésiques peuvent être dessinés pour se croiser sur une surface courbe (le fuselage) de manière que la charge de torsion de chacun annule celle de l'autre.

## Premiers exemplaires

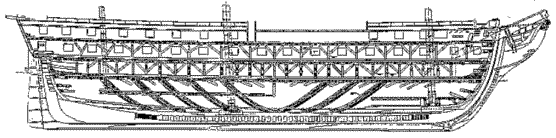
Navires de guerre américains du XVIIIe siècle avec des couples diagonaux Diagonal rider dans leur construction.

L'élément structurel "Diagonal rider" a été utilisé par Joshua Humphreys dans les premières frégates à voile de l'US Navy en 1794. Les couples en diagonale sont visibles dans la structure de la coque intérieure de l'USS Constitution préservé exposé dans le port de Boston,,. La structure était un exemple pionnier de placement de composants structurels "non orthogonaux " dans une structure par ailleurs conventionnelle pour l'époque. Les "couples diagonaux" ont été inclus dans la construction de ces navires de la marine américaine comme l'un des cinq éléments pour réduire le problème de flexion de la coque du navire, et ne constituaient pas l'essentiel de la structure du navire ; ils ne constituent pas un cadre spatial complètement « géodésique ».
Appeler géodésique n'importe quel contreventement diagonal en bois (tel qu'utilisé sur les portes, les bâtiments, les navires ou d'autres structures avec des charges en porte-à-faux ou diagonales) est un abus de langage. Dans une structure géodésique, la force et l'intégrité structurelle, et même la forme, proviennent de contreventement diagonaux - la structure n'a pas besoin d'éléments intermédiaires pour tirer une partie de sa force comme le fait une structure en bois plus conventionnelle.

## Avions

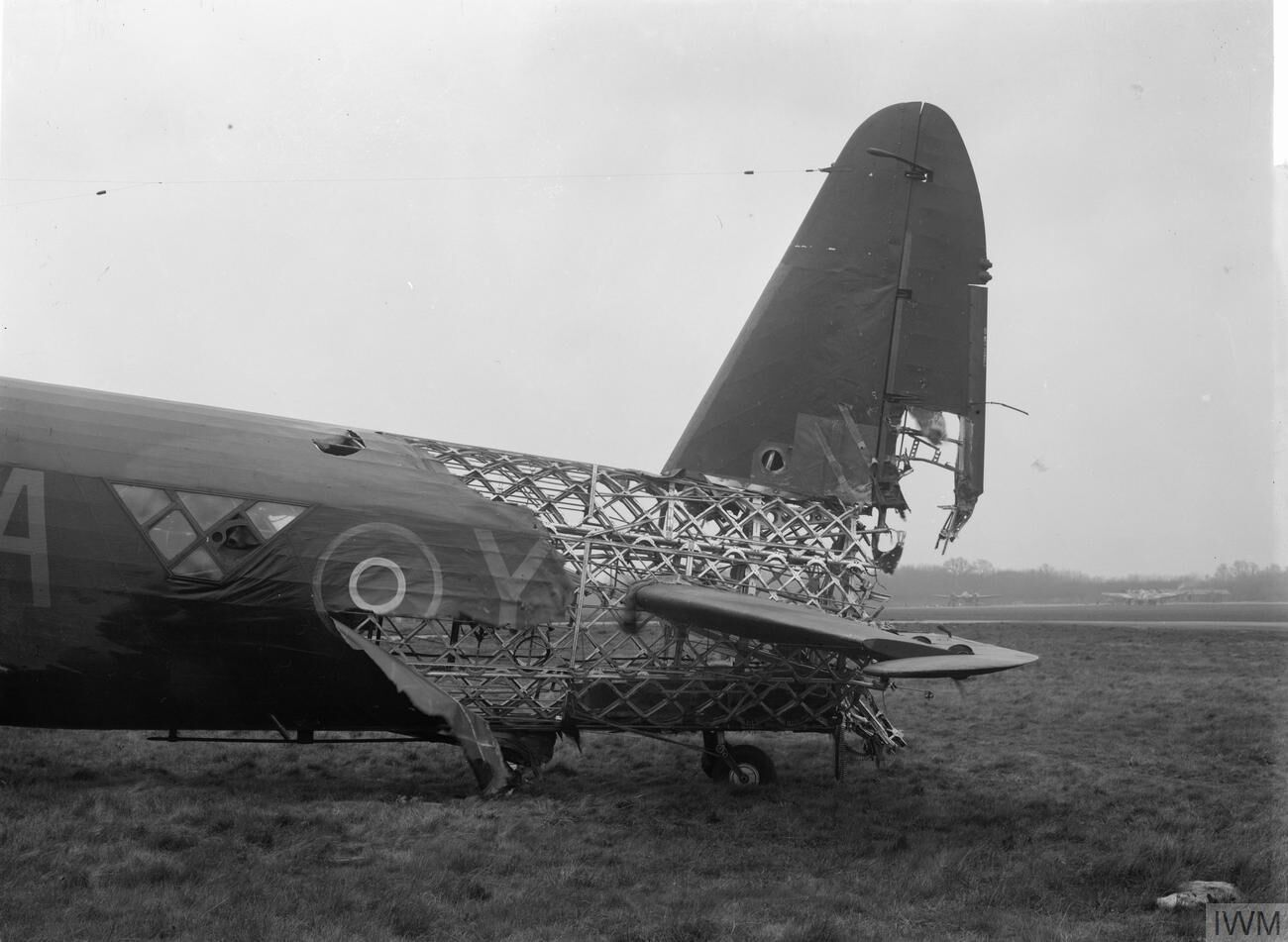
Wellington Mk.X HE239 du, illustrant la construction géodésique et le niveau de dommages de combat qu'elle pourrait subir tout en retournant à la base

La première utilisation connue d'une conception de cellule géodésique pour un avion est allé à la structure de l'enveloppe du dirigeable rigide Schütte-Lanz S.L.1 (en) d'avant la Première Guerre mondiale, en 1911, un dirigeable capable d'atteindre la vitesse maximale de 38,3 km/h.
Le Latécoère 6 (en) était un bombardier biplan quadrimoteur français du début des années 1920. C'était une construction entièrement métallique de pointe et probablement le premier avion à utiliser la construction géodésique. Un seul exemplaire a été construit.
Barnes Wallis, inspiré par son expérience antérieure avec des structures en alliage léger, et l'utilisation de câblages disposés géodésiquement pour répartir les charges de levage des sacs à gaz dans la conception du dirigeable R100, a fait évoluer la méthode de construction géodésique (bien qu'il soit communément dit, il y avait pas de structure géodésique dans le R100) . Wallis a utilisé le terme « géodésique » pour l'appliquer à la cellule des avions; elle est appelée «construction Vickers-Wallis» dans certains premiers documents de l'entreprise . « Geodesic» est utilisé aux États-Unis pour les structures d'avions.
Le système a ensuite été utilisé par l'employeur de Wallis, Vickers-Armstrongs, dans une série d'avions bombardiers, les Wellesley, Wellington, Warwick et Windsor. Dans ces avions, le fuselage et l'aile ont été construits à partir de poutres en U en alliage de duralumin qui ont été formées dans un grand cadre. Des lattes en bois étaient vissées sur le métal, auquel était fixée le revêtement en lin dopé de l'avion. Le Windsor avait une peau de métal tissé.
Le treillage métallique a donné une structure légère et très solide. L'avantage de la construction géodésique était un volume intérieur plus important pour une forme profilée donnée. Flight magazine a décrit un cadre géodésique comme un revêtement en tôle dans lequel des trous en forme de losange sont découpés en laissant derrière eux les bandes géodésiques. L'avantage que donnait la structure géodésique était compensé par la nécessité de construire le fuselage comme un ensemble complet, contrairement aux avions utilisant une construction à revêtement travaillant qui pouvaient être construits en sections. De plus, le revêtement en tissu du cadre géodésique n'était pas adapté aux avions volant plus haut qui devaient être pressurisés. La difficulté de fournir un compartiment pressurisé dans un cadre géodésique a été un défi lors de la conception du Wellington Mk à haute altitude. La cabine pressurisée, qui se dilatait et se contractait indépendamment du reste de la cellule, devait être fixée aux points nodaux de la structure.
Des structures géodésiques d'aile et d'aileron, tirées du Wellington, ont été utilisées sur le Vickers VC.1 Viking d'après-guerre, mais avec un fuselage métallique à revêtement travaillant. La production ultérieure des Vikings était une construction entièrement à revêtement travaillant marquant la fin de la construction géodésique des Vickers.
Power Dive, premier film de l'équipe de production de Pine-Thomas Productions, met en scène les ateliers de Plxweve Aircraft Corporation, entrepreneur aéronautique californien spécialisé dans les cellules géodésiques. Montré dans le film, le Greenleaf CT-6A (NX 19994), fabriqué par Plxweve était en outre recouvert de contreplaqué moulé.

## Voir également
- Figure de la Terre
- Dôme géodésique
- Système géodésique
- Isogrille
- Structure réticulée courbe
- avion monocoque en bois